# اساشی، ایواته
اساشی، ایواته (به لاتین: Esashi, Iwate) یک منطقهٔ مسکونی در ژاپن است که در ناحیه توهوکو واقع شده‌است. اساشی ۳۲٬۴۵۷ نفر جمعیت دارد.